# Juliana Oliveira
Juliana da Silva Oliveira (Araçariguama, 27 de maio de 1986) é uma apresentadora, atriz, comediante e empresária brasileira.

## Carreira
Ju Oliveira, como é popularmente conhecida, iniciou a sua carreira em 2012 quando integrou o elenco do Agora É Tarde na Band, onde disputou contra 28 mulheres as seletivas da atração no concurso "Teste do Sofá", quando gravou um vídeo de apresentação usando a música Coisa Bonita, do Roberto Carlos. Apesar de ter feito tal atitude por "zoeira", Juliana acabou despertando o interesse da produção do programa, que rapidamente a convidou para participar da atração e sendo fixada posteriormente.
No final de 2013, assim como todos os integrantes do Agora É Tarde, exceto Marcelo Mansfield, Juliana Oliveira deixaria a Band e migraria para o SBT, fazendo parte do The Noite com Danilo Gentili em 2014.
Em 2015, iniciou oficialmente sua carreira como humorista, realizando shows de stand-up comedy em teatros por todo o Brasil.
Pelo SBT, Ju acabaria se destacando no programa The Noite, fazendo com que fosse convidada a participar de outros programas da emissora, além de assumir a função de repórter em alguns, sendo eles no Vem pra Cá em 2021 e no Chega Mais em 2024.
Entre os meses de outubro e novembro de 2023, Juliana apresentaria o Topa um Acordo?, junto com Celso Portiolli, Gabriel Cartolano e o palhaço Cilada. Em fevereiro de 2024, Oliveira deixaria o elenco do The Noite com Danilo Gentilli após 10 anos consecutivos. No mesmo ano, Ju é anunciada como a nova apresentadora do PodSempre, um videocast patrocinado pela rede de farmácias Pague Menos.
Com o fim do Chega Mais em dezembro de 2024, Juliana ficaria sem função no SBT e, em 26 de fevereiro de 2025, o seu contrato acabou não sendo renovado, marcando a sua saída da emissora após 11 anos.

## Vida pessoal
Juliana Oliveira está em um relacionamento de nove anos com o comediante Michael Bragant.

### Processo contra Otávio Mesquita
No dia 27 de março de 2025, Juliana Oliveira abriu um processo contra o apresentador Otávio Mesquita e o SBT, acusando Mesquita de estupro. Em um trecho do The Noite com Danilo Gentilli que foi ao ar no dia 25 de abril de 2016, Otávio aparecia pendurado no palco do programa através de dois ganchos, enquanto a banda Ultraje a Rigor tocava Batman. Juliana nesse exato momento apareceu tentando ajudar Mesquita a tirar os ganchos, mas ele acabou tocando em seu corpo com insinuações sexuais e a então assistente de palco comprou uma luta corporal no programa por diversas vezes.
Devido a polêmica, Oliveira resolveu comunicar ao apresentador Danilo Gentili, ao diretor e à produção do programa o incidente, que decidiram não convidar mais Mesquita para participar do The Noite, mas que em muitas ocasiões, o titular do Operação Mesquita invadia as gravações da atração e, para evitar um encontro com Juliana, a então assistente de palco era trancada no banheiro do programa. Em 2020, Gentili decidiu impor regras mais rígidas após Oliveira lhe dar um toque ao ver ele defender Dani Calabresa em sua denúncia contra Marcius Melhem, proibindo qualquer tentativa de Otávio Mesquita de invadir as gravações do programa. Além disso, o humorista, assim como a direção e a produção do programa, aconselharam Juliana a procurar a direção do SBT e formalizar a denúncia por lá, mas ela não a fez por temer perder o emprego.
Juliana só denunciaria Otávio após deixar o elenco do The Noite para assumir a equipe de reportagem do Chega Mais em 2024, mas sentiu que a sua participação no SBT foi ficando cada vez menor, o que culminaria na sua saída no ano seguinte.

## Filmografia

### Televisão
| Ano       | Título                       | Papel                           | Emissora | Ref.   |
| --------- | ---------------------------- | ------------------------------- | -------- | ------ |
| 2012–2013 | Agora é Tarde                | Assistente de palco e produtora | Band     | [ 3 ]  |
| 2014–2024 | The Noite com Danilo Gentili | Assistente de palco e produtora | SBT      | [ 9 ]  |
| 2019      | Bake Off SBT                 | Participante (15.º lugar)       | SBT      |        |
| 2020–2024 | Teleton                      | Apresentadora                   | SBT      |        |
| 2021      | Vem pra Cá                   | Repórter                        | SBT      |        |
| 2023      | Topa um Acordo?              | Apresentadora                   | SBT      | [ 7 ]  |
| 2024      | Chega Mais                   | Repórter                        | SBT      | [ 14 ] |
| 2025      | Acerte ou Caia!              | Participante                    | Record   | [ 15 ] |

### Internet
| Ano           | Título    | Papel         |
| ------------- | --------- | ------------- |
| 2024–presente | PodSempre | Apresentadora |